# Wilhelm Feodor Demiani
Wilhelm Feodor Demiani, auch Wilhelm Fedor Demiani (* 20. Oktober 1833 in Leipzig; † 28. Juli 1907 in Tutzing) war ein sächsischer Rittergutsbesitzer und Politiker.

## Leben
Demiani wurde 1833 als Sohn des Leipziger Großkaufmanns und Präsidenten der dortigen Handelskammer Christian Heinrich Demiani (1794–1865) geboren. Er besuchte von 1848 bis 1850 die Landesschule Grimma. Er trat eine Militärlaufbahn an und diente im zweiten Reiter-Regiment der sächsischen Armee als Rittmeister. Als er aus dieser verabschiedet wurde, erhielt er die Erlaubnis, die Regimentsuniform (mit den Abzeichen für Verabschiedete) weiterhin tragen zu dürfen. Er nahm am Krieg gegen Preußen und am Krieg gegen Frankreich teil. Von 1866 bis 1876 besaß Demiani das Mohrenhaus nebst Weinberg in Radebeul, das er als „stilvolles Schlösschen“ mit dem markanten Aussichtsturm im Stil der Neogotik mit einigen Formen des Tudorstils durch die Baufirma „Gebrüder Ziller“ errichten und den heutigen Park anlegen ließ. In den 1880er Jahren war Demiani Besitzer des Rittergutes Kleinwaltersdorf. Bezeichnet als Major a. D. gehörte er 1883/84 und 1885/86 der I. Kammer des Sächsischen Landtags als gewählter Abgeordneter der Rittergutsbesitzer des Erzgebirgischen Kreises an. Vor der Eröffnung des außerordentlichen Landtags 1887 war Demiani durch Verkauf seines Grundstücks aus dem Landtag ausgeschieden. Er verbrachte seinen Lebensabend in Striesen und Blasewitz.
Er war ab 1866 mit Marie geb. Dufour-Féronce († 1886) verheiratet.
Ab 1871 war Demiani Ritter I. Klasse des Albrechts-Ordens.